# Simone Kuhnen de La Cœuillerie
Simone Kuhnen de La Cœuillerie, née à Schaerbeek le 28 octobre 1905 et morte à Gand le 19 septembre 1993  est une poétesse et traductrice belge qui écrivait en langue française.
Son nom de plume associe le nom de son père Louis Kuhnen (écrit originellement Coenen) avec celui de sa mère la chanteuse Marie de La Cœuillerie.
En 1940, elle s'installa à Gand, voulant revenir ainsi aux racines de sa famille puisque ses ancêtres y avaient vécu au XVIe siècle. À partir de 1955 elle a vécu avec la peintre Susanna Bomhals (1902-2000).
Elle a publié régulièrement des poèmes dans l'hebdomadaire Le Courrier de Gand.
De 1951 à 1975, elle était une figure familière à la Biennale internationale de poésie Maurice Carême qui se déroulait alors au Casino de Knokke.

## Œuvres
Elle a publié des recueils de ses poèmes et aphorismes ainsi que des recueils de poèmes adaptés du vietnamien, du chinois et de l'hébreu. Ses textes ont été traduits en douze langues.

### Poèmes personnels
- 1950 : Poèmes du désespoir, préface d'Albert Toetenel. Illustrations de Suzanne Bomhals
- 1953 (1re édition française) : Tannkas et haï-kaïs (Illustrations de Suzanne Bomhals) / (de) Tankas und Haï-Kaïs (en allemand par Kosmas Ziegler), (it) Tanke e Hai-Kai (en italien par Lionello Fiumi)
- 1956 : Audi voces silentii
- 1957 : Du nouveau sur les étoiles : Poèmes. Illustrations de Suzanne Bomhals
- 1957 : Pays d'Ouest, illustrations de Suzanne Bomhals
- 1959 : Le Bestiaire humanisé, poèmes,
- 1960 : Fleurs en guirlandes tressées : Poème
- 1961 : Pêche à la ligne en mes viviers
- 1965 : Fables pour grands enfants
- 1967 : Nouveaux haï-kaïs

### Traductions
- 1963 : Vũ Hoàng Chương (vi) (1916-1976), Poèmes choisis (versions françaises établie par Simone Kuhnen de La Cœuillerie, préface d'André Guimbretière, Éditions Nguyen Khang, Sai Gon, 1963
  - Communion [Ca̕m thông], 1960, 1992
  - Nouveaux poèmes tân thi [Tâm tình người đẹp], Nam-Chi Tung-Thu, Sai Gon, 1970
  - Les vingt-huit étoiles, 1961
- Elle a également adapté en français des poèmes du chinois et de l'hébreu[2].